# Metacanthinae
Sous-famille
Les Metacanthinae sont une sous-famille de punaises sur échasses de la famille des Berytidae. 

## Systématique
La sous-famille des Metacanthinae a été créée en 1865 par les entomologistes britanniques John William Douglas (1814-1905) et John Scott (d) (1823-1888).

## Liste des tribus et genres
Selon BioLib (8 novembre 2022) :
- tribu des Metacanthini Douglas & Scott, 1865

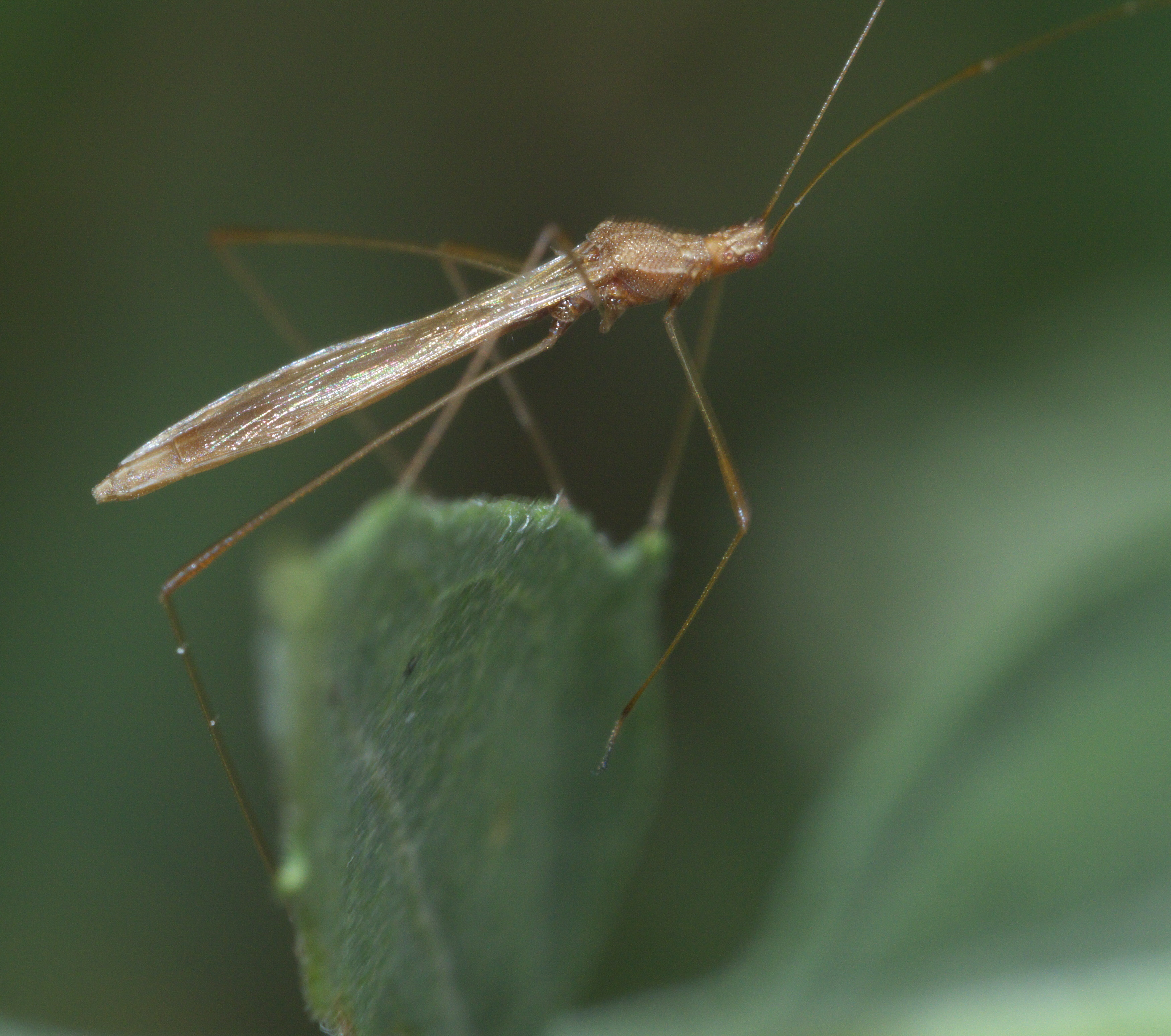

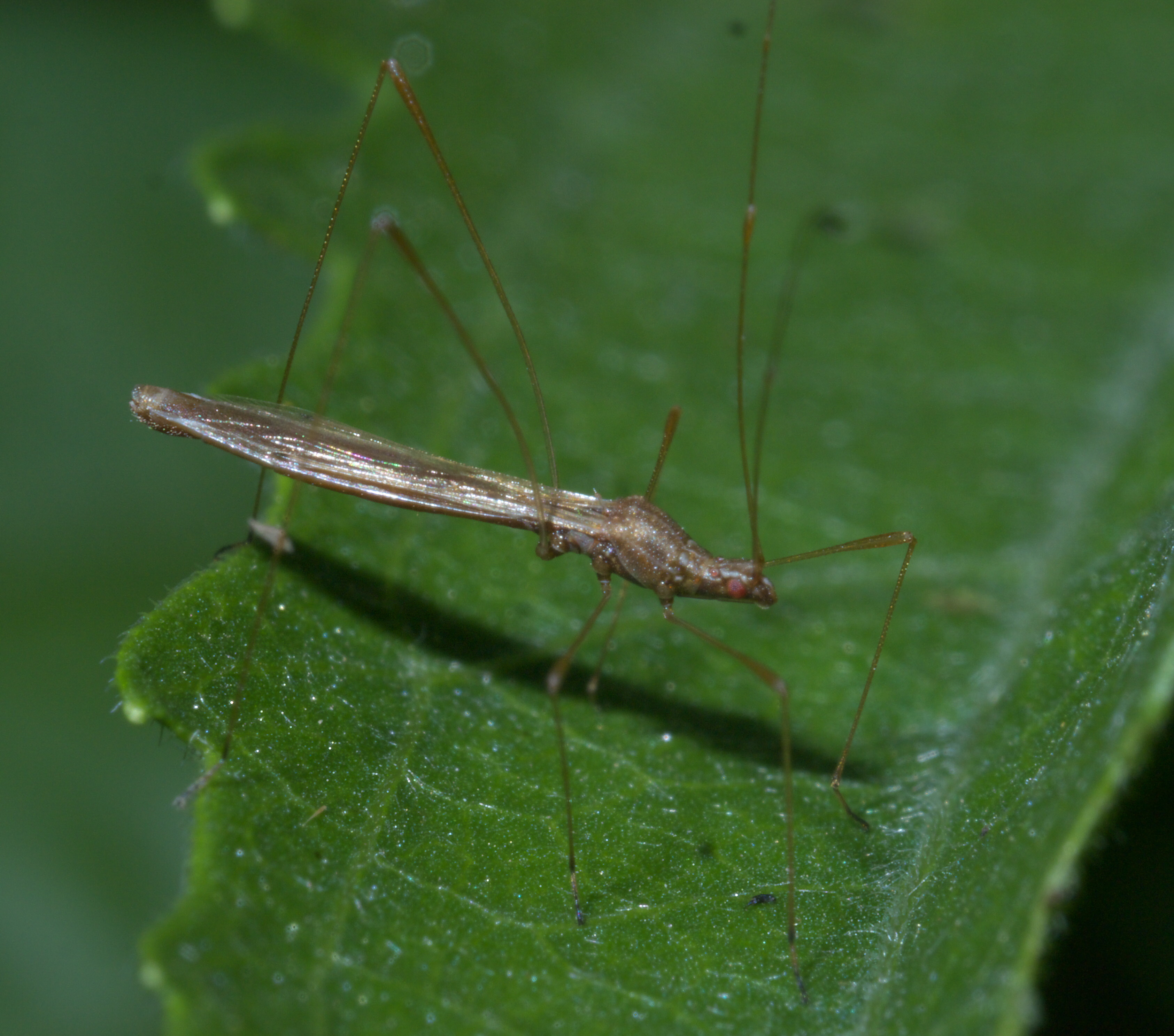

  - genre Capyella Breddin, 1907
  - genre Jalysus Stål, 1860
  - genre Metacanthus A. Costa, 1847
  - genre Pneustocerus Horváth, 1905
  - genre Triconulus Horváth, 1905
  - genre Yemma Horváth, 1905
  - genre Yemmalysus Štusák, 1972
- tribu des Metatropini Henry, 1997
  - genre Metatropis Fieber, 1859